# Vi bo i Friluftstaden
Vi bo i Friluftstaden var Sveriges första nordiska bostadsutställning. Evenemanget arrangerades av Svenska slöjdföreningen den 25 augusti–17 september 1944 i det nya bostadsområdet Friluftstaden i Malmö. Utställningen skulle enligt arrangören vara både ”en vägledning och en tankeställare” på området heminredning med syfte att bidra till en höjd bostadsstandard i Sverige. Detta gjordes genom att visa upp vad som ansågs vara förebildliga hem för den ”jäktade nutidsmänniskans” behov av en lugn och avskild bostad, sunda och sakliga tillämpningar för modernt familjeliv. Man visade inredning med möbler, belysningsarmaturer och textilier från några av tidens ledande formgivare och producenter.

## Utställningskommitté
- Gotthard Johansson, ordförande och skriftställare, vice ordförande i Svenska slöjdföreningens styrelse.
- Åke Stavenow, kommissarie, VD i Svenska slöjdföreningen.
- Robert Berghagen, arkitekt SAR.
- Åke Huldt, inredningsarkitekt, vice VD i Svenska slöjdföreningen.
- Eric Sigfrid Persson, byggmästare.
- Olof Thunström, arkitekt SAR.

Kommissariatet i Friluftstaden var bemannat av fru Gertrud Fischer och inredningsarkitekt Birgit Holmstedt.

## Utställningen

### Bakgrund
Utställningen ägde rum under andra världskriget som för Sveriges tillverkande industrier innebar villkor med en pressande råvarubrist. Detta påverkade även bostads- och bohagsproduktionen i landet, men tillverkningen kunde trots omständigheterna ändå i viss utsträckning hålla igång. Det ledde till en lättnad på bostadsmarknaden som år 1944 var hårt ansträngd.
Den ursprungliga tanken var att alla nordiska länder skulle vara med bland utställarna. Men den tyska ockupationen av Danmark och Norge (operation Weserübung) hindrade Norge från att delta. Däremot deltog Danmark med hela tre inredda hus och Finland med ett inrett hus. Emellertid var gränsen till Danmark i det närmaste stängd, vilket gjorde att besökarantalet därifrån var litet.

### Husen
Utställningen omfattade den aktuella tidens skiftande behov av sovplatser, måltidsplatser, arbetsplatser och sällskapsplatser i moderna hem. Husen som ingick i utställningen var 15 till antalet och inreddes på följande sätt.
| Lägenhet, nr | Familjetyp                                                                                         | Utställare                                                             | Arrangör                                                      |
| ------------ | -------------------------------------------------------------------------------------------------- | ---------------------------------------------------------------------- | ------------------------------------------------------------- |
| 1            | Föräldrar, en dotter och en son i skolåldern                                                       | Snedkerlaugets møbeludstilling, Köpenhamn                              | Arkitekt Edv Kindt-Larsen                                     |
| 2            | Föräldrar, en son i skolåldern samt spädbarn                                                       | Fællesforeningen for Danmarks bruksforeninger, Köpenhamn               | Arkitekt Børge Mogensen                                       |
| 3            | Föräldrar med vuxen dotter                                                                         | Fritz Hansens eftf, Köpenhamn                                          | Arkitekt Ole Hagen                                            |
| 4            | Föräldrar, dotter i lekåldern samt spädbarn                                                        | Artek, Helsingfors                                                     | Arkitekt Aino Aalto                                           |
| 5            | Föräldrar med vuxen dotter                                                                         | Södra Sveriges möbelhandlareförenings Malmökrets                       | Inredningsarkitekt Sven Staaf, Helsingborg                    |
| 6            | Föräldrar, en son och en dotter i lekåldern samt spädbarn                                          | AB Nordiska Kompaniet, Stockholm                                       | Inredningsarkitekter Elias Svedberg och Astrid Sampe-Hultberg |
| 7            | Föräldrar, två söner i skolåldern, en dotter i lekåldern samt ett par tvillingar i spädbarnsåldern | Södra Sveriges möbelhandlareförenings Malmökrets                       | Inredningsarkitekt Sven Staaf, Helsingborg                    |
| 8            | Föräldrar, en son i lekåldern samt spädbarn                                                        | Gärsnäs möbler, Malmö                                                  | Arkitekt SAR Einar Nettelbladt                                |
| 9            | Föräldrar med spädbarn                                                                             | Kisek, Malmö                                                           | Arkitekt SAR Th Roos                                          |
| 10           | Intellektuellt och konstnärligt verksamt par utan barn                                             | Westins Domus, Stockholm                                               | –                                                             |
| 11           | Föräldrar med dotter i skolåldern                                                                  | AB Svenska möbelfabrikerna, Bodafors                                   | Arkitekt SAR Carl-Axel Acking                                 |
| 12           | Självförsörjande dam                                                                               | Inrednings AB Kåpe, Malmö                                              | –                                                             |
| 13           | Självförsörjande dam                                                                               | Malmö hantverksförening, Malmö                                         | –                                                             |
| 14           | Föräldrar med spädbarn                                                                             | Möbelarkitekt Bruno Mathsson, Värnamo, och AB Elsa Gullberg, Stockholm | –                                                             |
| 15           | Pensionerat par                                                                                    | AB Svenska möbelfabrikerna, Bodafors                                   | Arkitekt SAR Carl-Axel Acking                                 |